# Forchet

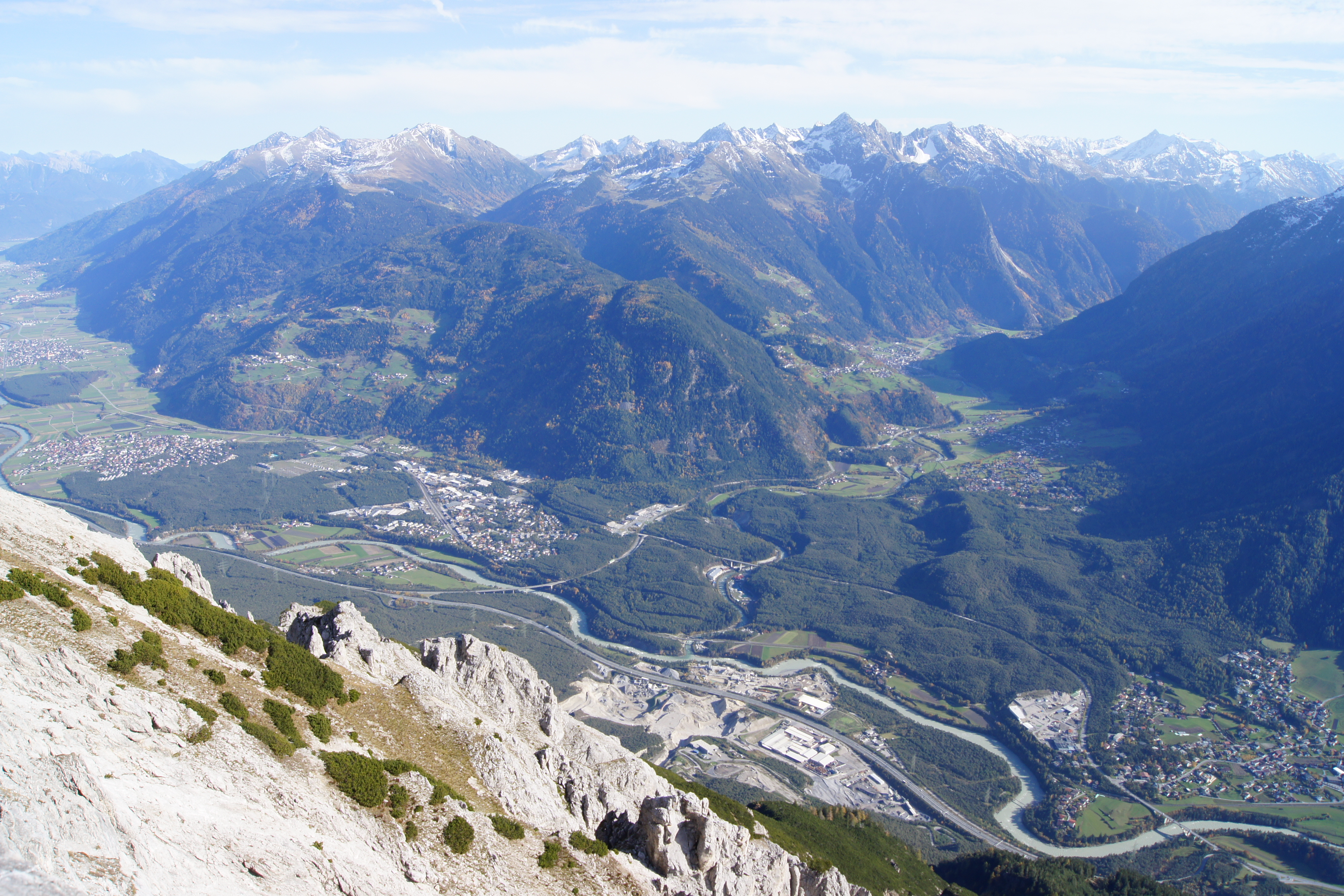
Blick vom Tschirgant auf das Haiminger (links) und Sautener (rechts) Forchet

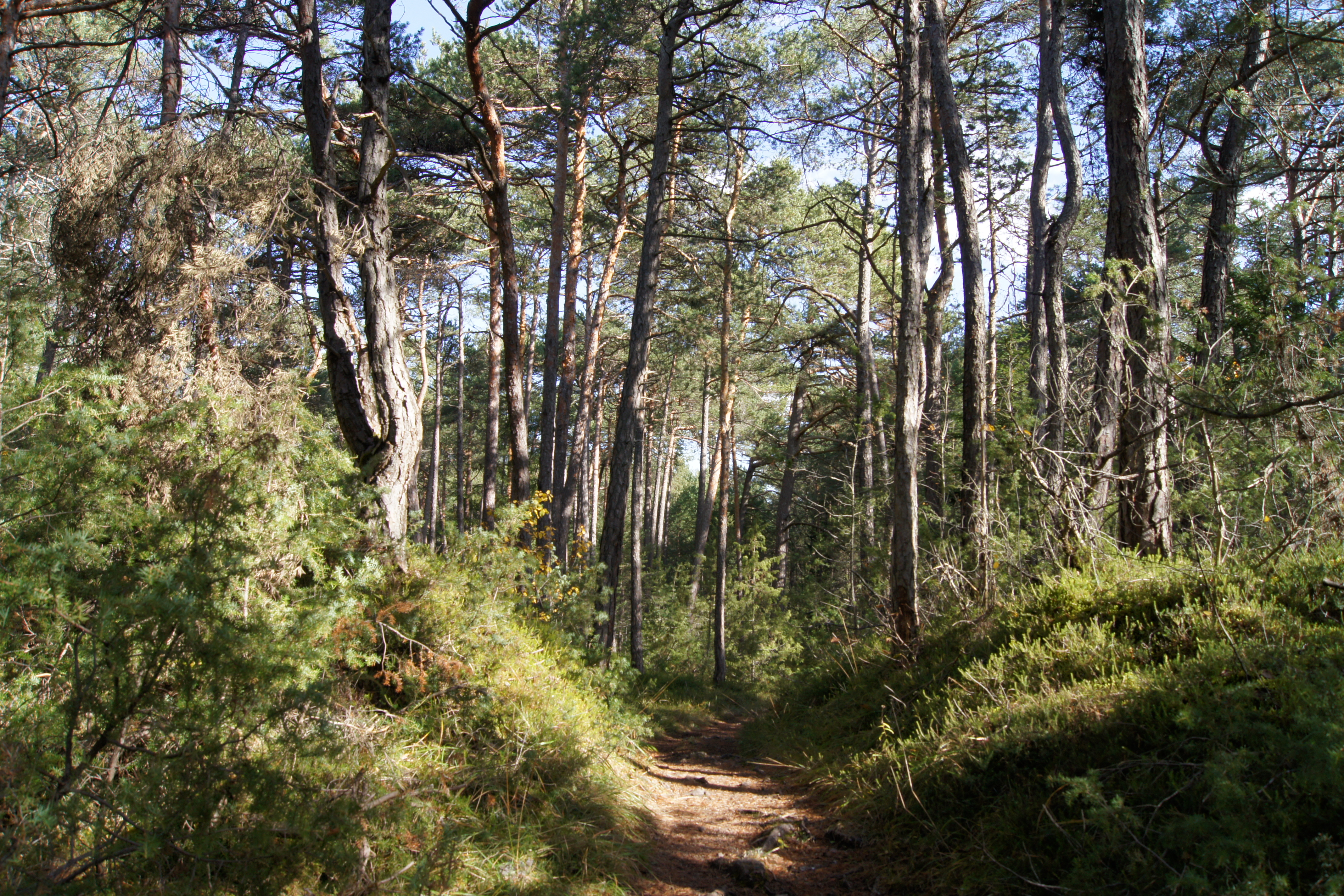
Föhren und Wacholder im Haiminger Forchet

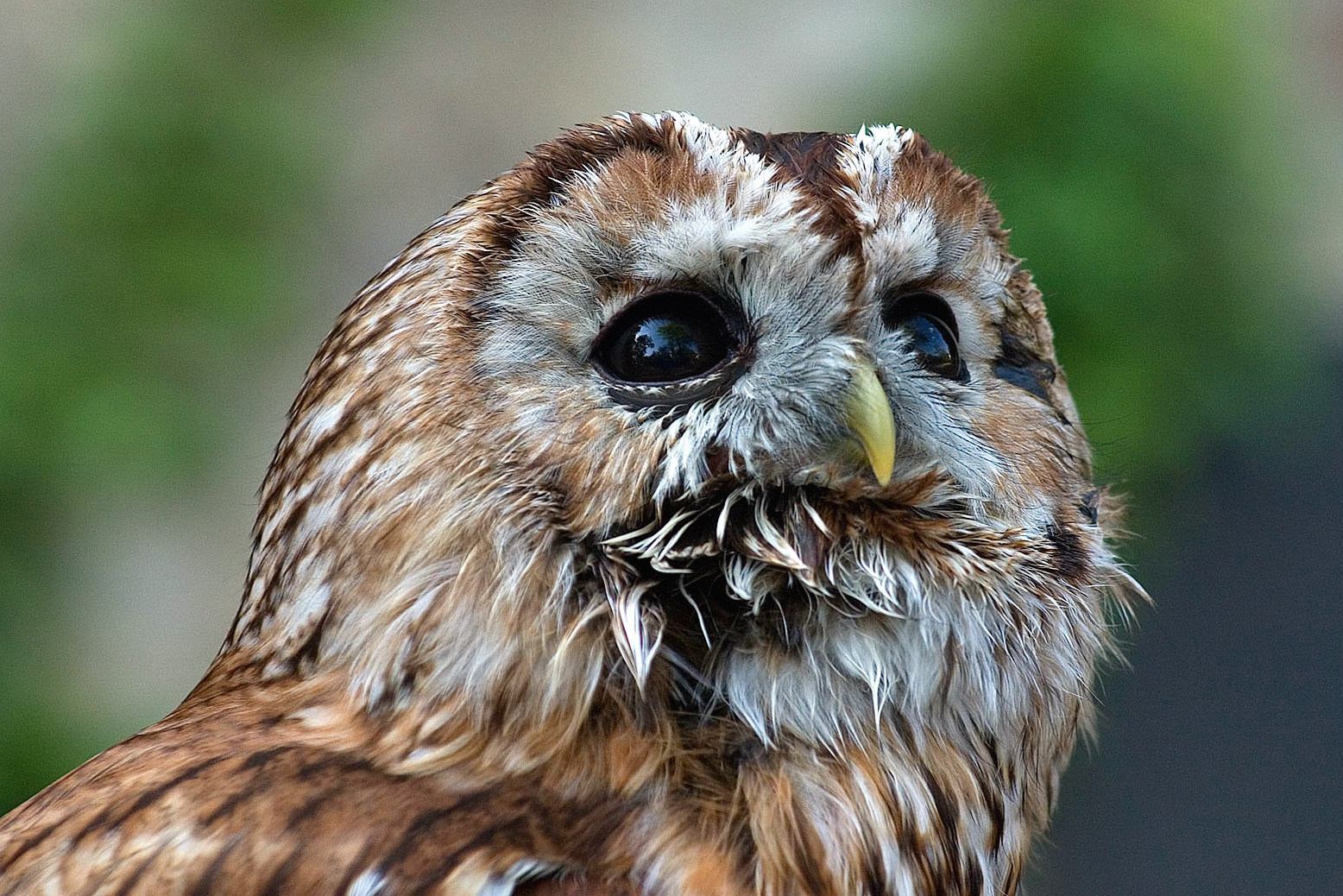
Der Waldkauz ist eine von zahlreichen Vogelarten, die im Forchet brüten

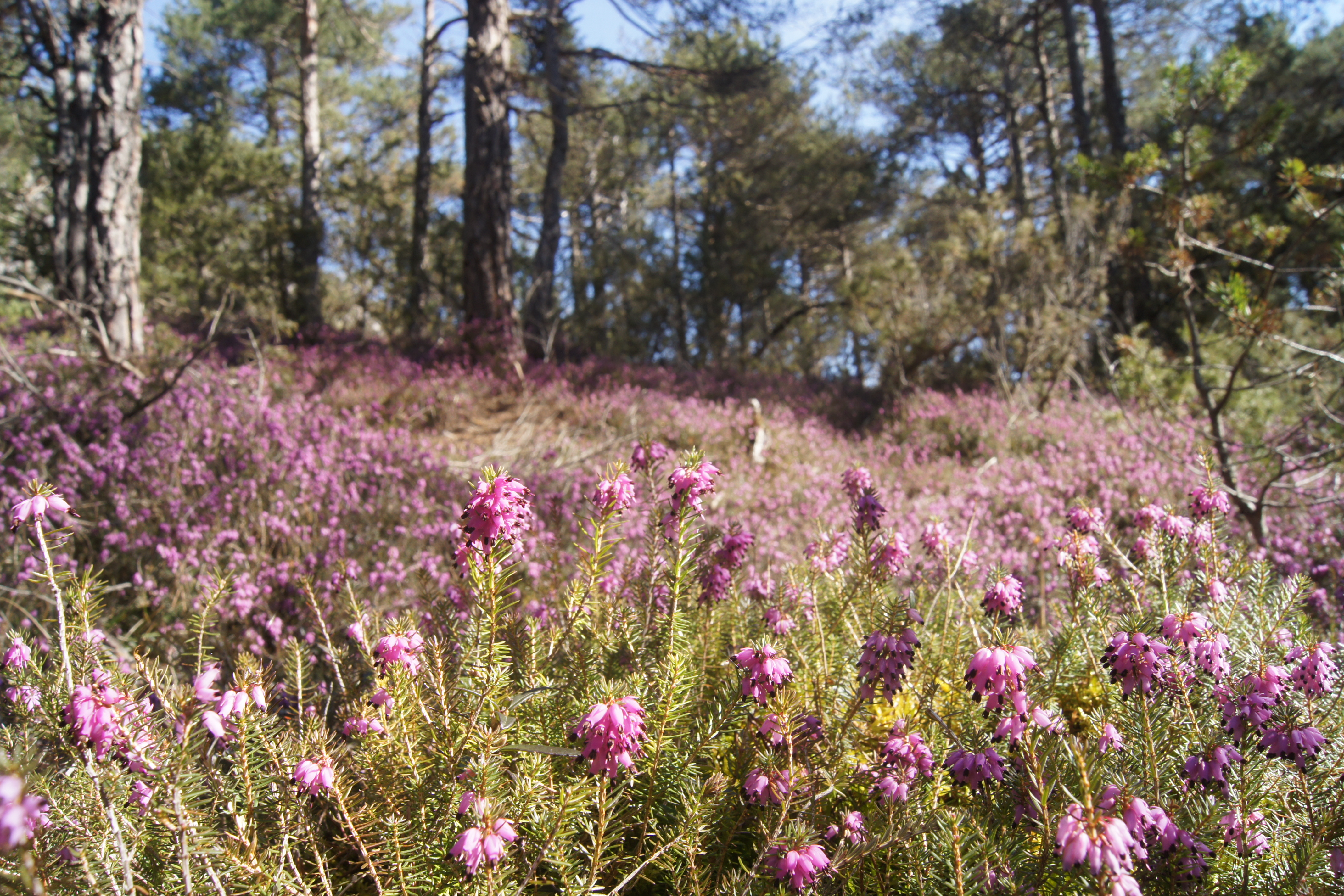
Blüte der Erika (Schneeheide, Erica carnea) im Haiminger Forchetwald

Das Forchet ist ein artenreicher, teilweise unter Naturschutz stehender Schneeheide-Kiefern-Bergsturzwald an der Einmündung des Ötztals ins Inntal. Er liegt auf dem Bergsturzgebiet des Tschirgants, welches sich über die Gemeinden Haiming, Roppen und Sautens in Tirol erstreckt und wurde 2009 in Teilen als Naturschutzgebiet Tschirgant-Bergsturz ausgewiesen.

## Geographie
Vor ca. 3000 Jahren stürzten gigantische Gesteinsmassen vom Tschirgant ins Inntal. Dieser Bergsturz wird in zwei Ereignisse unterteilt, den Tschirgant-Bergsturz und den Haiminger Bergsturz (beide vom Tschirgant-Massiv ausgehend). Auf 12,3 km² bedeckten kalkalpiner Gesteinsschutt und teils mächtige Trümmer den Talboden bis an den Eingang des Ötztals. Auf dieser hügelreichen Tomalandschaft entstand über die Jahrtausende ein artenreicher Schneeheide-Kiefern-Bergsturzwald, das heutige Forchet.
Als Forchet wird nunmehr der die Talsohle bedeckende Kiefernwald bezeichnet, welcher im Norden vom Lauf des Inn begrenzt wird. Im Westen endet das Forchet an den Siedlungsgrenzen von Roppen, im Süden an den Siedlungsgrenzen von Sautens und im Osten an den Siedlungsgrenzen von Haiming. Ötztal-Bahnhof liegt inmitten des Forchets und unterteilt den Wald in zwei Bereiche: der großteils als Naturschutzgebiet „Tschirgant-Bergsturz“ ausgewiesene westliche Waldteil, sowie der nicht unter Schutz befindliche Waldteil zwischen Ötztal-Bahnhof und Haiming.

## Tier- und Pflanzenwelt

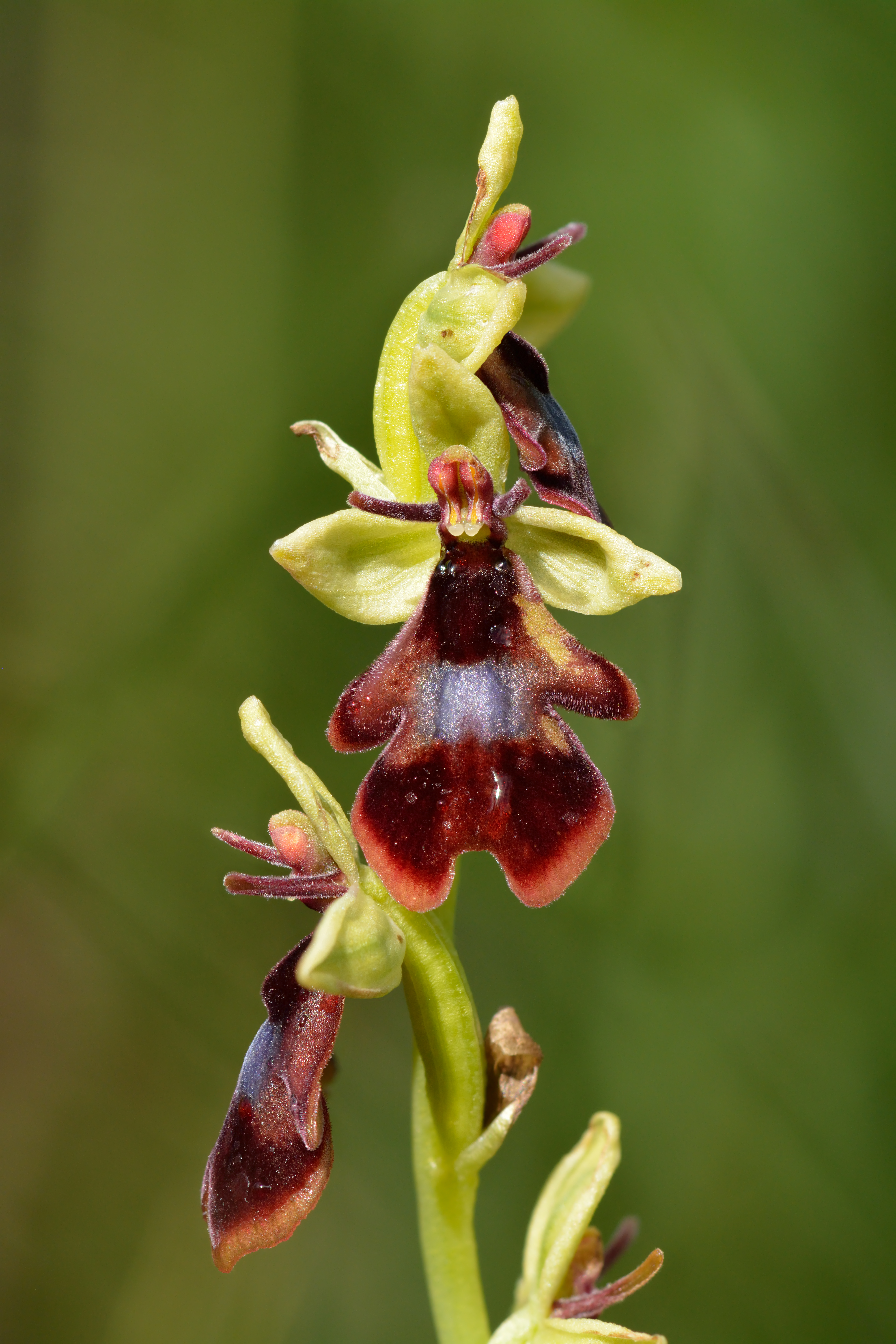
Die Fliegen-Ragwurz ist eine von elf geschützten Orchideenarten im Forchet

### Pflanzen
Auf dem Bergsturzmaterial hat sich ein struktur- und artenreicher Schneeheide-Kiefern Bergsturzwald gebildet. Die dominierende Baumart ist die Rotföhre, welche hier in oft bizarrer Wuchsform nur eine mittlere Bestandeshöhe von etwa 8 Metern erreicht. Durch die lichten Baumkronen fällt viel Sonne auf den Waldboden, daher kann sich ein vielfältiger Unterwuchs entwickeln. Hier färben Teppiche aus Erika (Erica carnea) den Wald im Frühjahr rosarot. Typischer Vertreter des Forchetwalds ist außerdem der Gemeine Wacholder, welcher u. a. von Berberitze und Felsenbirne durchmischt wird.
Das Forchet beherbergt zahlreiche nach Tiroler Naturschutzverordnung geschützte Tier- und Pflanzenarten. Besonders einzigartig ist die Vielfalt an Orchideen. Am sonnendurchfluteten Waldboden gedeihen elf heimische Orchideenarten, welche alle gefährdet und geschützt sind, wie beispielsweise die Fliegen-Ragwurz. Häufig anzutreffen ist auch die Braunrote Stendelwurz, welche einen intensiven Vanilleduft verströmt und ebenfalls unter strengem Schutz steht.

### Tiere
Das Forchet bietet durch seine vielfältigen Strukturen und den, im Vergleich zu Wirtschaftswäldern hohen, Totholzanteil Lebensraum für zahlreiche Tierarten. Dabei sticht insbesondere auch die Vielfalt an (geschützten) Vogelarten hervor: mehr als 64 Vogelarten wurden in einem Teilgebiet nachgewiesen, darunter seltene Arten wie Baumfalke, Spechte, Eulen und Greifvögel. Über 150 verschiedene Spinnenarten wurden im Forchet untersucht, darunter Besonderheiten wie die Stachelige Pantherspinne. 60 % der in Nordtirol vorkommenden Ameisenarten sind im Forchet zu finden, sowie einige gefährdete Laufkäferarten.
Der Strukturreichtum und die geringe Nährstoffversorgung bedingten neben einer großen Artenvielfalt auch, dass bis dato kaum eingegriffen wurde. Bis auf Waldviehweide in manchen Teilen wurde der Wald wirtschaftlich nie genutzt, und die ursprüngliche, über Jahrtausende entwickelte Vegetation blieb erhalten. Dies ist im intensiv genutzten Inntal einzigartig. Der zuständige Naturschutzbeauftragte spricht daher vom letzten naturbelassenen Talwald des Inntals von Rosenheim bis Landeck. Besonders dabei ist auch, dass diese Fläche inmitten eines dicht besiedelten Gebietes liegt und somit auch eine Funktion als Naherholungsgebiet erfüllt. Das Geozentrum Tirol hat hier mehrere Geolehrpfad-Wege mit Informationstafeln errichtet, die Besucher auch über geologische und vegetationsökologische Besonderheiten des Gebietes aufklären.

## Gefährdung und Naturschutzinitiativen
Es bestehen Nutzungskonflikte zwischen der den Wald gefährdenden Siedlungserweiterung der angrenzenden Gemeinden sowie dem Naturschutz. Im Zeitraum von 2005 bis 2014 wurden Waldflächen im Ausmaß von 25,88 ha gerodet. Für den Erhalt des Forchetwaldes hat sich in Haiming Ende 2013 die BürgerInneninitiative "Schützt das Forchet" gebildet, welche eine Ausweitung des Naturschutzgebiets auf den gesamten Forchetwald fordert.

## Wanderwege und Erholung
Das Forchet ist durchzogen von einem beschilderten Netz aus Wanderwegen und Trampelpfaden, welche von Einheimischen und Gästen zum Spazieren, Wandern, Reiten, Radfahren u. v. m. genutzt werden. Bänke und Aussichtspunkte laden zum Verweilen ein, Geolehrpfade des Geozentrums Tirol vermitteln Wissen über den Bergsturz und die vorkommenden Tiere und Pflanzen. Die Bürgerinitiative Schützt das Forchet hat eine Sammlung möglicher Wanderrouten angelegt, welche über ihre Website abrufbar ist.
Die Anreise erfolgt mit dem Zug nach Ötztal-Bahnhof (Schnellzug-Haltestelle), Haiming oder Roppen, alternativ mit dem Bus nach Sautens. Auch der sog. „Ötztaler Urweg“, ein international beworbener Weitwanderweg durchs Ötztal, beginnt und endet im Forchet.